# Чорна Річка (Калузька область)
Чорна Річка (рос. Чёрная Речка) — село в Хвастовицькому районі Калузької області Російської Федерації.
Населення становить 7 осіб. Входить до складу муніципального утворення Село Воткино.

## Історія
Від 2004 року входить до складу муніципального утворення Село Воткино

## Населення
| 2002 | 2010 |
| ---- | ---- |
| 18   | ↘7   |